# Javier Olivares
Javier Olivares (Madrid, 1958) és un guionista, professor i dramaturg espanyol. És llicenciat en Història (Universitat Complutense) i màster en Estètica (Universitat Autònoma de Madrid). Exerceix de professor de Guió en el Màster de Producció de la Universitat Complutense i és director de l’Àrea de Cultura de l’IED Madrid i creador de la seva revista digital Abre el Ojo. Olivares va ser crític d’art a Lápiz i redactor en cap de La Luna de Madrid.
En teatre, ha adaptat Vargas Llosa (Pantaleón y las Visitadoras), Pérez Galdós (Tristana) i ha traslladat al castellà Benet i Jornet (Això a un fill no se li fa i Soterrani). En televisió ha estat guionista de Camino de Santiago, Los Serrano, Los hombres de Paco, Robles investigador, Pelotas i El secreto de la porcelana, i director argumental de les últimes temporades de Ventdelplà. És també creador d’Infidels, Kubala, Moreno i Manchón, Isabel i Víctor Ros i, amb Pablo Olivares, d'El Ministerio del Tiempo. Olivares és fundador de Cliffhanger TV.